# マリオ・エリー
マリオ・アントニオ・エリー（Mario Antonio Elie、1963年11月26日 - ）は、アメリカ合衆国の元プロバスケットボール選手で引退後に指導者を務めた。NBAのヒューストン・ロケッツ、などで活躍した。ニューヨーク州ニューヨーク出身。身長201cm、体重95kg。

## 選手時代
1989年にプロのキャリアをヨーロッパで開始し、89年代は、南米、ヨーロッパ、CBAでプレーし、1990年にフィラデルフィア・セブンティシクサーズでNBAプレーヤーとなった。その後5チームでプレーし、ヒューストン・ロケッツで2度、サンアントニオ・スパーズで1度優勝し、計3つのNBAチャンピオンリングを獲得している。通算得点：6,265 (8.6 ppg)、リバウンド：2,017 (2.8 rpg)、アシスト：1,875 (2.6 apg)

## コーチ時代
2003年から1シーズングレッグ・ポポヴィッチの下でサンアントニオ・スパーズのアシスタントコーチを務めた後、ゴールデンステート・ウォリアーズ、ダラス・マーベリックス、サクラメント・キングスでそれぞれアシスタントコーチを務めた。その後かつてのチームメートで1999年にサンアントニオ・スパーズで共に優勝を経験したエイブリー・ジョンソンの招きで2011年から2013年までニュージャージー・ネッツ (現：ブルックリン・ネッツ) でアシスタントコーチを務め、2015年からはオーランド・マジックのアシスタントコーチを1シーズン務めた。